# Фатима бинт аль-Хаттаб
Фатима бинт аль-Хаттаб (араб. فاطمة بنت الخطاب‎ Fāṭima bint al-Khaṭṭāb; Мекка — Медина) — женщина в Аравии, которая была ученицей (сахабом) исламского пророка Мухаммеда. Она была сестрой Умара ибн аль-Хаттаб (годы правления  634–644) и Зайда ибн аль-Хаттаба. Она была младшей дочерью Аль-Хаттаба ибн Нуфайла, который выдал её замуж за своего племянника Саида ибн Зайда. Фатима вместе со своим мужем оба приняли ислам одновременно.

## Биография
Фатима была дочерью Аль-Хаттаба ибн Нуфайла, а её матерью была Хинтама бинт Хашим.
Она была замужем за Саидом ибн Зайдом:296 :301. Её отец был убит в 605 году:103. Саид стал мусульманином не позднее 614 года:116:299. Её муж Саид был описан как высокий, волосатый, темнокожий мужчина.
Фатима также была одной из первых обращенных в ислам:116. Сначала они держали свою веру в тайне, потому что брат Фатимы Умар был известным гонителем мусульман:144,156. Хаббаб ибн аль-Аратт часто навещал их дом и читал Коран Фатиме:156.
Однажды Умар вошел в их дом, когда Хаббаб читал, и потребовал рассказать, что это за «чушь». Когда они отрицали, что что-либо было прочитано, Умар схватил Саида и повалил его на пол. Фатима встала, чтобы защитить своего мужа, и Умар ударил её так сильно, что она истекла кровью. Пара призналась, что они мусульмане. Увидев кровь, Умар пожалел о том, что он сделал, и попросил показать, что они читали. Это была Та Ха, позже ставшая двадцатой сурой Корана. Впечатленный красотой слов, Умар решил стать мусульманином:156–157:205–206.